# Kannampalayam
Kannampalayam es una ciudad y nagar Panchayat situada en el distrito de Coimbatore en el estado de Tamil Nadu (India). Su población es de 15868 habitantes (2011). Se encuentra a 18 km de Coimbatore.

## Demografía
Según el censo de 2011 la población de Kannampalayam era de 15868 habitantes, de los cuales 7937 eran hombres y 7931 eran mujeres. Kannampalayam tiene una tasa media de alfabetización del 87,87%, superior a la media estatal del 80,09%: la alfabetización masculina es del 92,89%, y la alfabetización femenina del 82,89%.